# Хлорид нептуния(IV)
Хлорид нептуния(IV) — бинарное неорганическое соединение,
соль нептуния и соляной кислоты
с формулой NpCl4,
оранжево-коричневые кристаллы,
растворяется в воде.

## Получение
- Пропускание смеси хлора и тетрахлорметана через нагретый оксид нептуния(IV):

{\displaystyle {\mathsf {2NpO_{2}+2CCl_{4}\ {\xrightarrow {750^{o}C,Cl_{2}}}\ 2NpCl_{4}+2COCl_{2}}}}

## Физические свойства
Хлорид нептуния(IV) образует оранжево-коричневые кристаллы
тетрагональной сингонии,
пространственная группа I 4/amd,
параметры ячейки a = 0,8250 нм, c = 0,7460 нм, Z = 4.
По одним данным растворяется в воде, по другим — реагирует с ней.